# Run-D.M.C.
Run-D.M.C. («Ран Ди-Эм-Си») — американская рэп-группа из нью-йоркского района Холлис в Куинсе, которая была основана в 1983 году Джозефом Симмонсом (Ран) и Дэррилом Макдэниелсом (Ди-Эм-Си). Позже к группе присоединился Джейсон Майзелл (Джем Мастер Джей). Run-D.M.C. широко известны как одни из самых влиятельных и известных рэп-исполнителей 1980-х годов, наряду с Beastie Boys, Public Enemy и LL Cool J. Группа выпустила 7 студийных альбомов и продала более 20 миллионов альбомов по всему миру, прежде чем заявила о своём распаде после убийства одного из участников группы, диджея Джем Мастер Джея.
Группа установила моду на одежду в области хип-хопа своими чёрными кожаными куртками, чёрными джинсами, кроссовками Adidas без шнурков, чёрными фетровыми шляпами и толстыми золотыми цепочками на шее, создав образ не только для би-боев, но и для городской спортивной одежды в целом.
Группа Run-D.M.C. является первой рэп-группой, видео которой на песню «Rock Box» показали на MTV, в то время как сама песня считается первой песней в жанре рэп-рок. Дебютный альбом группы стал первым «золотым» альбомом в хип-хопе по продажам в США. Их песня «It’s Like That» считается первой хип-хоп-песней, записанной в жанре хардкор-рэп, и в стиле ньюскул. А песня «Sucker M.C.’s» является одним из первых дисс треков.
Run-D.M.C. является первой рэп-группой, выпустившей свой второй альбом, King of Rock, на компакт-дисках в 1985 году. Третий альбом группы, Raising Hell, стал первым «платиновым» и «мультиплатиновым» рэп-альбомом в истории хип-хопа. Самый знаменитый сингл группы, «Walk This Way», записанный совместно с рок-группой Aerosmith, является первой совместной песней в жанре рэп-рок, и считается песней, благодаря которой хип-хоп стал мейнстримом.
Участники группы первыми из всех рэп-групп появились на телепередаче American Bandstand в 1985 году, а также выступили на телепередаче Saturday Night Live в 1986 году. Run-D.M.C. является первой рэп-группой, попавшей на обложку журнала Rolling Stone в 1986 году. Группа была единственной рэп-группой, выступившей 13 июля 1985 года на благотворительном концерте Live Aid в Филадельфии. Участники группы стали первыми рэперами, заключившими многомиллионную сделку с компанией Adidas в 1986 году. Run-D.M.C. является первой рэп-группой, номинированной на премии «Грэмми» и American Music Awards в 1987 году.

## История

### Начало карьеры

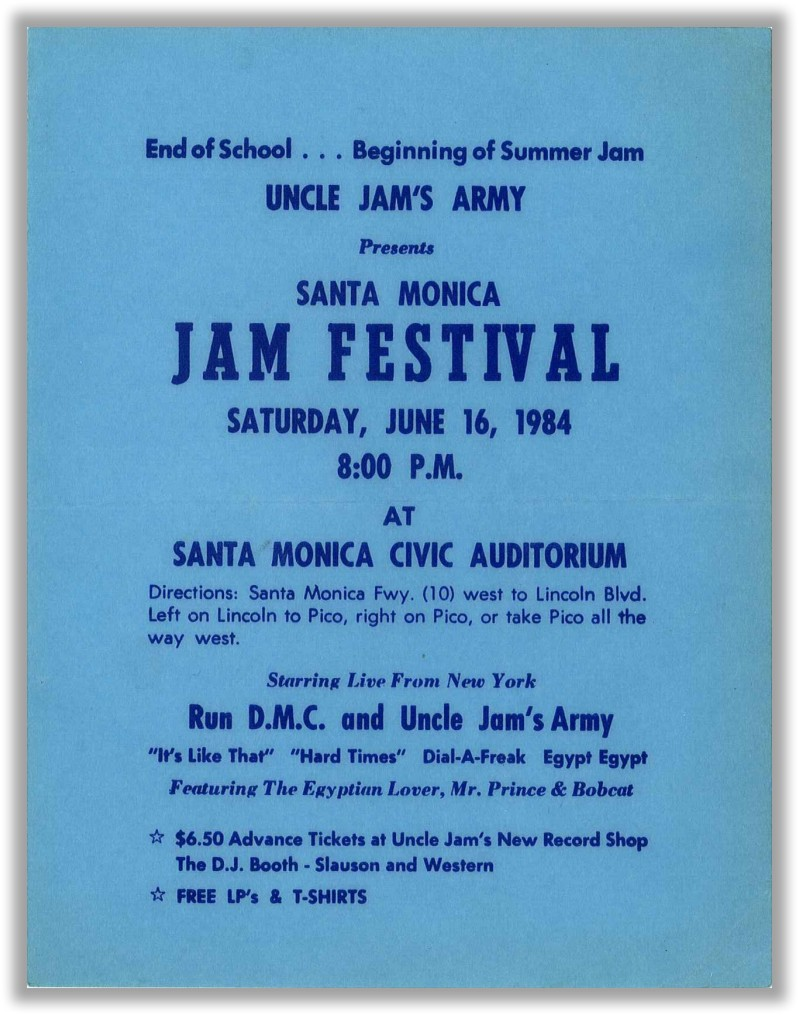
Афиша концерта в Южной Калифорнии с участием группы в 1984 году

Три участника группы Run-D.M.C. выросли в нью-йоркском районе Холлис в Куинсе. В 1978 году, будучи подростком, Джозеф Симмонс был завербован в хип-хоп старшим братом, Расселлом Симмонсом, который был тогда начинающим хип-хоп-промоутером. Симмонс появился на сцене в качестве диджея для рэпера Кёртис Блоу, менеджером которого был Расселл. Джозеф Симмонс, известный как «Kurtis Blow’s disco son D.J. Run» (с англ. — «Диско сын Кёртиса Блоу - диджей Ран»), вскоре начал выступать с Кёртисом Блоу. Дэррил Макдэниелс начал заниматься диджеингом после покупки набора проигрывателей, у него также был микшер его старшего брата. Симмонс убедил Макдэниелса начать чиать рэп, и хотя Макдэниелс не выступал на публике, он вскоре начал писать стихи и был известен как Grandmaster Get High, вдохновлённый музыкой Grandmaster Flash, а затем он взял себе имя «Easy D.»
В конце 70-х годов Симмонс и Макдэниелс начали проводить время в парке Two-Fifths Park в Холлисе, надеясь исполнять рэп для местных диджеев, которые выступали и соревновались там, и самым популярным из тех, кто часто посещал парк, был Джейсон Майзелл, тогда известный как «Jazzy Jase». Майзелл был членом группы Two-Fifth Down и был известен своим роскошным гардеробом и отношением к би-боям. В конце концов Симмонс и Макдэниелс зачитали рэп перед Майзеллом в парке, и они завербовали Майзелла в качестве их официального диджея. Макдэниелс придумал ему новое имя — Джем Мастер Джей.
После успеха Расселла Симмонса в качестве менеджера Кёртиса Блоу, он помог своему брату, Рану, записать свой первый сингл, песню под названием «Street Kid». Песня осталась незамеченной, но, несмотря на провал сингла, энтузиазм Рана в отношении хип-хопа только рос. Вскоре Симмонс захотел записать песню снова — на этот раз с Макдэниелсом, но Рассел отказался, сославшись на неприязнь к рифмованному стилю Ди. После того, как они закончили среднюю школу и поступили в колледж в 1982 году, Симмонс и Макдэниелс наконец-то убедили Расселла позволить им записаться как дуэт.
В декабре 1982 года, когда Ран изучал погребальную науку в коммьюнити колледже Ла Гуардия, а Макдэниелс поступил в университет Сент-Джонс на степень в области управления бизнесом, Ран позвонил своему другу и сказал, что он собирается пойти на студию, чтобы записать трек. Ему нужна была помощь, чтобы закончить стихи для трека, над которым он работал, под названием «It’s Like That» (с англ. — «Вот как-то так»). Когда Ди пришёл домой к Рану, он добавил к треку решительный контрудар, «And that’s the way it is» (с англ. — «И так оно и есть»). Они показали стихи Расселлу, который немедленно отправил их на студию в январе 1983 года. Но даже на этом этапе его младшему брату приходилось твёрдо настаивать на том, чтобы Ди участвовал в процессе.
Расселл согласился помочь им записать новый сингл и заключить контракт, но только при условии, что Макдэниелс сменит своё сценическое имя на «DMC» и они назовут свою группу «Run-D.M.C.», название, которое участники группы поначалу ненавидели. Позже DMC сказал: «Мы хотели называться Dynamic Two или The Treacherous Two, но когда мы услышали это название, мы подумали: 'Нас ждёт провал!'»

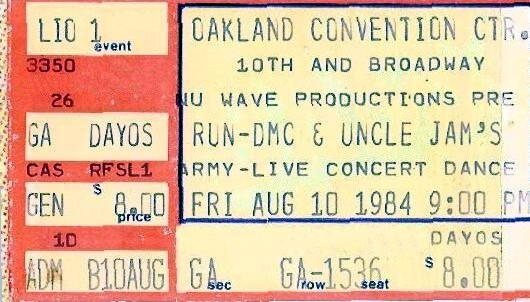
Билет на концерт 1984 года в Окленде, штат Калифорния

После подписания контракта с Profile Records, группа Run-D.M.C. выпустила свой первый сингл «It’s Like That» / «Sucker MC’s» 12 марта 1983 года. Сингл был хорошо принят, достигнув 15 места в R&B чартах. Трио исполнило сингл на видео-шоу New York Hot Tracks в 1983 году. Их первое выступление состоялось в клубе Disco Fever в Бронксе весной 1983 года. Воодушевлённая своим успехом, группа Run-D.M.C. выпустила свой одноимённый дебютный альбом, Run-D.M.C., в 1984 году. Хит-синглы, такие как «Jam-Master Jay» и «Hard Times», доказали, что группа была больше, чем группа одного хита, а знаковый сингл «Rock Box» стал новаторским слиянием сырого хип-хопа и хард-рока, который стал краеугольным камнем звучания группы и проложил путь для рэп-рок движения 1990-х годов.
Быстрое восхождение Run-D.M.C. на передний край рэпа с новым звучанием и стилем означало, что артисты олдскул эры хип-хопа становились устаревшими. Наряду с музыкальным продвижением рэпа в новом направлении, Run-D.M.C. изменили всю эстетику хип-хоп-музыки и культуры. Олдскул рэперы, такие как Afrika Bambaataa и Melle Mel из группы Grandmaster Flash and the Furious Five, как правило, одевались в роскошные наряды, которые обычно приписывали рок и диско-группам той эры: обтягивающая кожа, майки с вырезом на груди, перчатки и шляпы со стразами и шипами, кожаные сапоги и т. д. Run-D.M.C. отказалась от более глэм-роковых направлений раннего стиля хип-хопа (что по иронии судьбы позже было вновь принято «поп-рэперами» MC Hammer и Vanilla Ice в 1990 году) и включили в свои наряды более «уличное» чувство стиля, одевая шляпы фирмы Kangol, кожаные куртки и кроссовки фирмы Adidas без шнурков. На внешний вид группы сильно повлиял собственный стиль Майзелла. Когда Расселл Симмонс увидел роскошный, но уличный стиль би-боев, он настоял, чтобы вся группа следовала его примеру. Ран сказал позже:
Были парни, которые носили такие же шляпы и кроссовки без шнурков. Это была очень уличная одежда, очень грубая. Они не могли носить шнурки в тюрьме, и мы восприняли это как моду. Причина, по которой у них не было шнурков в тюрьме, заключалась в том, что они могли повеситься. Вот почему DMC говорит: 'Мои кроссовки Adidas приносят только хорошие новости, и они не используются как обувь для преступников.'
Этот внешний вид и стиль улицы определят следующие 25 лет хип-хоп-моды.

### King of Rock, Raising Hell и общепризнанный успех
После успеха их первого альбома, группа Run-D.M.C. стремилась к развитию на их следующем альбоме. Выход King of Rock в 1985 году привёл к тому, что группа продолжила слияние своего рэп-рока на таких песнях, как «Can You Rock It Like This» и «King of Rock»; в то время как песня «Roots, Rap, Reggae» была одним из первых гибридов рэпа и дэнсхолла. Музыкальное видео на сингл «Rock Box» было первым в истории рэп-видео, которое транслировалось на MTV и получило широкую ротацию на канале. Песня была самым популярным хитом группы в тот момент, и альбом был сертифицирован как платиновый. Группа Run-D.M.C. была единственной рэп-группой, выступившей 13 июля 1985 года на благотворительном концерте Live Aid в Филадельфии.
В конце 1985 года группа была показана в хип-хоп-фильме Краш Грув, вымышленном пересказе восхождения Расселла Симмонса как предпринимателя в хип-хопе и его борьбы за то, чтобы открыть свой собственный лейбл Def Jam Recordings. В фильме снялся молодой Блэр Андервуд в роли Расселла, наряду с выступлениями олдскул легенд Кёртис Блоу, The Fat Boys, New Edition, LL Cool J, протеже Принса Sheila E. и первая успешная в хип-хопе белая рэп-группа Beastie Boys, которая была подписана на лейбл Def Jam. Фильм стал хитом и ещё одним доказательством продолжающейся заметности хип-хопа в мейнстриме.
Вернувшись в студию в 1986 году, группа объединилась с продюсером Риком Рубином для своего третьего альбома. Рубин только что выпустил дебютный альбом LL Cool J Radio. Позже они выпустили свой третий альбом под названием Raising Hell, который стал самым успешным альбомом группы и одним из самых продаваемых рэп-альбомов всех времён. Альбом был сертифицирован как трижды платиновый и достиг 3-го места в чартах.

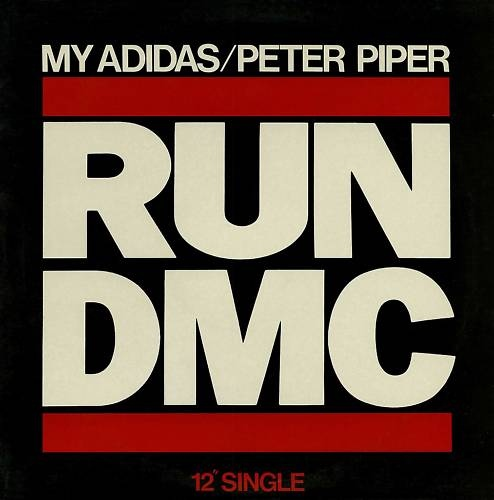
Обложка сингла «My Adidas»

Они почти закончили с альбомом, но Рубин подумал, что ему нужен элемент, который также понравится фанатам рока. Это побудило создать главный сингл «Walk This Way», кавер на классическую хард-рок песню группы Aerosmith. Первоначальная цель состояла в том, чтобы просто исполнить рэп поверх сэмпла песни, но Рубин и Джей настояли на том, чтобы сделать полную кавер-версию. Стивен Тайлер и Джо Перри из группы Aerosmith были приглашены, чтобы присоединиться к Run-D.M.C. в студии, чтобы добавить вокал и гитару соответственно. Песня и видео стали одним из самых больших хитов 1980-х, достигнув 4-го места в чарте Hot 100, и закрепили за Run-D.M.C. статус кроссовера. Песня также возродила карьеру Aerosmith. Сингл «My Adidas» привёл к подписанию группой рекламного контракта на 1,6 миллион долларов с брендом спортивной одежды Adidas. Adidas наладил долгосрочное партнёрское сотрудничество с Run-D.M.C. и хип-хопом.
Успеху альбома Raising Hell часто приписывают запуск золотой эры хип-хопа, когда заметность рэп-музыки, её разнообразие и коммерческая жизнеспособность взорвалась на национальной сцене и стала глобальным явлением. Их успех проложил путь для таких артистов, как LL Cool J и Beastie Boys. Группа гастролировала после успеха альбома, но тур Raising Hell Tour был омрачен насилием, особенно драками между конкурирующими уличными бандами в таких местах, как Лос-Анджелес. Хотя тексты Run-D.M.C. были злобными, конфронтационными и агрессивными, они, как правило, осуждали преступность и невежество, но СМИ начали обвинять группу в инцидентах. В результате этой вспышки насилия группа Run-D.M.C. объявила день мира между бандами в Лос-Анджелесе.
В 1987 году, после тура Raising Hell Tour, группа Run-D.M.C отправилась в тур Together Forever Tour с группой Beastie Boys.

### Tougher Than Leather, время перемен
Проведя 1987 год в туре в поддержку альбома Raising Hell, Run-D.M.C. выпустили новый альбом, Tougher Than Leather, в 1988 году. На альбоме группа отказалась от большей части своих рэп-роковых склонностей для более грубого, более насыщенного семплами звучания. Несмотря на то, что альбом продавался не так хорошо, как его предшественник, он имел несколько сильных синглов, включая «Run’s House», «Beats to the Rhyme» и «Mary Mary». Хотя в то время альбом считался разочаровывающим продолжением блокбастера Raising Hell, он укрепил свой авторитет. В переиздании альбома 2000 года Chuck D. из Public Enemy назвал альбом «…ярким перформансом вопреки всем прогнозам и ожиданиям».
Позже, в 1988 году, группа снялась во втором фильме Tougher Than Leather, потенциальной криминальной афере, режиссёром которого был Рик Рубин, и в котором были показаны специальные гостевые выступления от Beastie Boys и Slick Rick. Фильм провалился в кассовых сборах, но усилил косвенные отношения между Run-D.M.C. и лейблом Def Jam. Хотя сама группа никогда не была подписана на лейбл, Расселл Симмонс был их менеджером, а Рик Рубин был их продюсером (который был совладельцем Def Jam вместе с Симмонсом), и он часто был в туре с группами из списка лейбла.

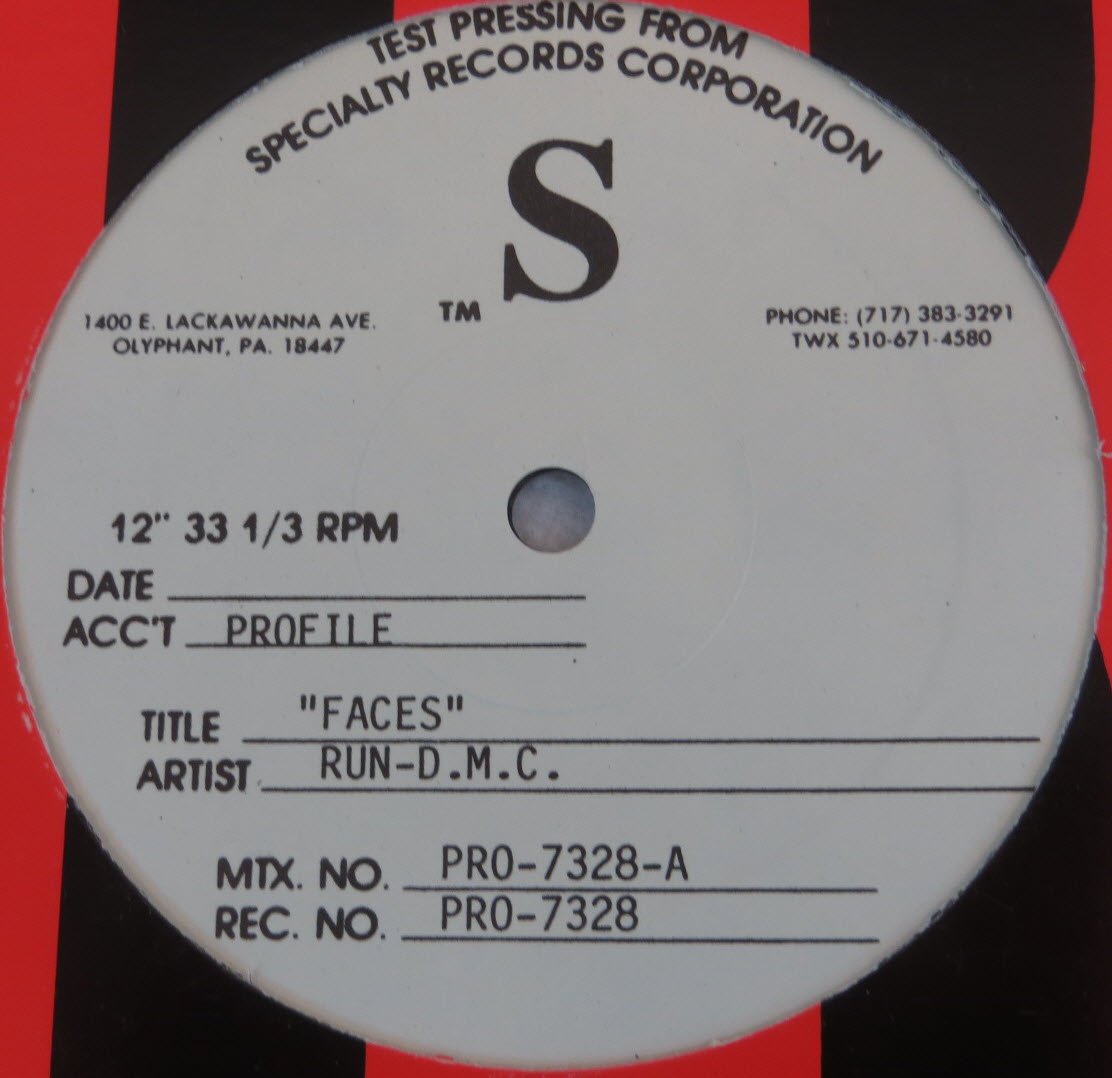
Тестовый пресс-релиз сингла «Faces» из альбома Back from Hell

На фоне меняющегося времени и спада продаж, Run-D.M.C. выпустила альбом Back from Hell в 1990 году. Альбом получил самый плохой обзор в карьере группы, так как группа пыталась музыкально воссоздать себя с непродуманными набегами в нью-джек-свинг (тогдашний популярный стиль продакшена, который по звуку сливал хип-хоп и современный ритм-н-блюз) и иногда проповедовала лирический контент. Два выпущенных сингла, антинаркотическая, анти-криминальная песня «Pause» и уличное повествование «The Ave», имели небольшой успех, и группа начала выглядеть устаревшей. Пытаясь оправиться от их первого вкуса поражения, личные проблемы стали всплывать для трио. Макдэниелс, который в последние годы много пил, потерял контроль над алкоголизмом. Джей попал в опасную для жизни автомобильную аварию и пережил два огнестрельных ранения после инцидента в 1990 году. В 1991 году Джозефу Симмонсу было предъявлено обвинение в изнасиловании студентки колледжа в Огайо, хотя впоследствии обвинения были сняты.
С таким большим личным хаосом и профессиональной неопределённостью участники группы обратились к вере, чтобы попытаться стабилизировать свою жизнь. И Симмонс, и Макдэниелс присоединились к церкви, и Ран стал особенно преданным после его юридических проблем и их последствий, которые отразились на его финансах.
После трёхлетнего перерыва, когда казалось, что рэп-музыка движется без них, обновлённая группа Run-D.M.C. вернулась в 1993 году с альбомом Down with the King. Основываясь на суровом звучании альбома Tougher Than Leather и добавив некоторые тонкие религиозные ссылки, альбом показал гостевые участия и продакшн от нескольких известных хип-хоп-звёзд (включая Pete Rock & CL Smooth и Q-Tip из A Tribe Called Quest). Подкрепляемый заглавным треком и первым синглом, альбом вошёл в чарты под номером 1 и под номером 7 в поп-чартах.
Хотя альбом стал золотым, песня оказалась их последним хитом. Джем Мастер Джей также добился успеха самостоятельно; он основал собственный лейбл JMJ Records, а также обнаружил и спродюсировал группу Onyx, которая имела огромный успех в 1993 году после выпуска их хитового сингла «Slam». Позднее, в том же году, Ран стал рукоположенным священником, а в 1995 году культовая группа появилась в The Show, спродюсированном лейблом Def Jam документальном фильме. В нём снялись несколько крупнейших хип-хоп-артистов, обсуждающих образ жизни и жертв индустрии.

### Последующие годы, убийство Майзелла и распад
За следующие несколько лет группа сделала очень мало записей. Майзелл продюсировал и обучал подающих надежды артистов, включая Onyx и 50 Cent, которых он в конце концов подписал на лейбле JMJ. Симмонс развёлся, женился ещё раз и стал сосредоточиваться на своих духовных и благотворительных начинаниях, став преподобным. Он также написал книгу вместе со своим братом Расселлом. Макдэниелс, также женился, появился на двойном альбоме The Notorious B.I.G. Life After Death 1997 года и сосредоточился на своей семье.
Хотя группа продолжала гастролировать по всему миру, более 10 лет жизни в стиле рэп-суперзвезды начали сказываться на Макдэниелсе. Он начинал уставать от Run-D.M.C., и у него возросли разногласия между ним и Симмонсом, который стремился вернуться к записи. (Симмонс в то время взял себе новое прозвище «Rev Run» в свете своего религиозного обращения.) Во время гастролей в Европе в 1997 году продолжающаяся борьба Макдэниелса со злоупотреблением алкоголя привела его к сложной клинической депрессии, которая вызвала пристрастие к лекарствам, отпускаемым по рецепту. Депрессия Макдэниелса продолжалась годами, так сильно, что он даже думал о самоубийстве.
В 1997 году продюсер и ремиксер Jason Nevins сделал ремиксы на песни «It’s Tricky» и «It’s like That». Ремикс Джейсона Невинса «It’s like That» стал хитом номер 1 в Великобритании, Германии и многих других европейских странах. Было снято видео на этот ремикс, однако в нём не было ни одного кадра с группой. В 1999 году группа Run-D.M.C. записала песню для WWE рестлинг группы D-Generation X под названием «The Kings», которая появилась на альбоме WWF Aggression. Они также появились в редкой версии видеоклипа Moby на песню «Bodyrock».
Вскоре после этого группа, наконец, вернулась в студию, но в условиях всё более напряжённой обстановки начали проявляться разногласия между Симмонсом и Макдэниелсом. Вслед за растущей популярностью таких исполнителей рэп-рока, как Korn, Limp Bizkit и Kid Rock, Симмонс хотел вернуться к агрессивному, хард-роковому звучанию, которое сделало группу известной. Макдэниелс — который стал поклонником вдумчивых авторов-исполнителей, таких как Джон Леннон, Харри Чапин и Сара МакЛахлан — хотел пойти в более интроспективном направлении. Появившись в начале 2000 года в документальном сериале Behind the Music телеканала VH1, Макдэниелс подтвердил, что он был творчески разочарован, и выделил некоторые песни, которые он записывал самостоятельно. Продолжающиеся трения привели к тому, что Макдэниелс пропустил большую часть сессий группы в знак протеста.

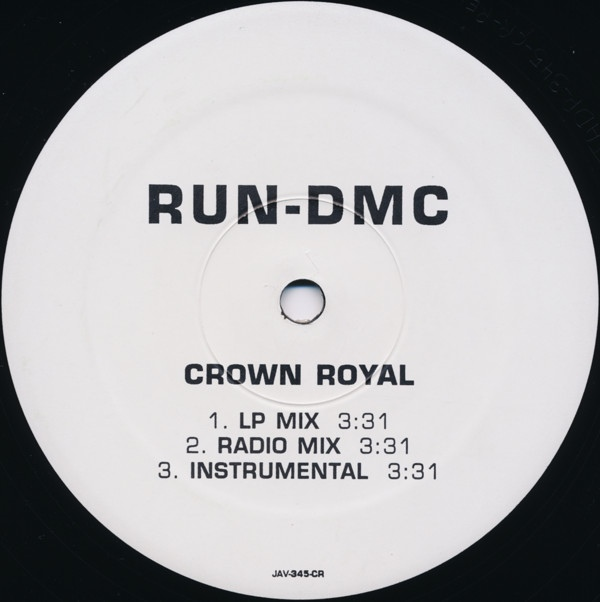
Сингл с финального альбома Run-D.M.C. Crown Royal

Симмонс, несмотря ни на что, записал материал в любом случае, пригласив нескольких приглашённых звезд, таких как Кид Рок, Джермейн Дюпри, Адриан Берли, Тони Фредианелли и Стефан Дженкинс из группы Third Eye Blind, Method Man, и коллег из Куинса Nas и Prodigy из Mobb Deep, чтобы внести свой вклад в проект. Итоговый альбом, Crown Royal, был отложен из-за личных проблем, и когда он был наконец выпущен в 2001 году, на нём было только три появления DMC. Несмотря на отсутствие крупных синглов, альбом изначально продавался хорошо. Тем не менее, многие критики выразили своё недовольство отсутствием участия DMC. Были опубликованы некоторые положительные отзывы: Entertainment Weekly отметил, что «на этом хип-хоп-жаркое новые старшеклассники Nas и Fat Joe отдают дань уважения сверкающими грувами… Рифмы Рана по-прежнему гибки».
После альбома Crown Royal, группа отправилась в мировое турне «Walk This Way» с группой Aerosmith и Kid Rock. Тур имел ошеломительный успех, отметив сотрудничество между двумя группами и получив признание от бесчисленных рэп и рок-групп, на которые повлиял их оригинальный хит 15 лет назад. Несмотря на небольшое участие на альбоме Макдэниелс смаковал сцену; он страдал от неоперабельного голосового расстройства, которое сделало его некогда гулкий голос напряжённым бормотанием. Выступления позволили Макдэниелсу выйти из депрессии, и он выглядел оживлённым в туре. Ходили даже разговоры о том, что Run-D.M.C. наконец-то подпишет контракт с Def Jam, который к тому времени уже не принадлежал его первоначальным основателям. Однако Симмонс всё больше уставал от хип-хопа. Его семья росла, и он помогал с рекламой бренда одежды Phat Farm своего брата Расселла, делая группу Run-D.M.C. менее приоритетной. Несмотря на успех тура, и обсуждение добавления дополнительных дат концертов, Симмонс внезапно объявил, что он уходит.
30 октября 2002 года 37-летнего Джейсона Майзелла застрелили в собственной студии звукозаписи 24/7 Studios, находящейся на втором этаже офисного здания по адресу 90-10 Merrick Boulevard в Джамейка (Куинс, Нью-Йорк). Убийство Майзелла было раскрыто только в 2020 году. Поклонники и друзья установили мемориал возле студии с кроссовками Adidas, альбомами и цветами. 6 ноября 2002 года Симмонс и Макдэниелс объявили об официальном роспуске группы на пресс-конференции, посвящённой формированию коалиции музыкантов музыкальной индустрии и фонда, предназначенного для финансовой помощи семье Майзелла.

### После распада
В 2004 году Run-D.M.C. были одной из первых групп, почитаемых на первой ежегодной церемонии Hip Hop Honors телеканала VH1, наряду с такими легендами, как 2Pac и The Sugarhill Gang. Beastie Boys воздали дань уважения. Симмонс не посетил шоу; он записывал свой первый сольный альбом Distortion. Макдэниелс также выпустил сольный альбом Checks Thugs and Rock n Roll. Недавно он обнаружил, что его усыновили, что привело его на My Adoption Journey, документальный проект телеканала VH1 о его воссоединении со своей биологической семьей. Макдэниелс также был показан в 2008 году в видеоигре, Guitar Hero: Aerosmith, появляясь в песнях «Walk this Way» и «King of Rock». Он часто участвовал в программах VH1, таких как I Love The…, и выпустил песню «Rock Show» с участием певца Стефана Дженкинса. Джозеф Симмонс также обратился к телевидению, снявшись в главной роли в реалити-шоу Run’s House, которое показывает его жизнь как отца и мужа.
В июне 2007 года Макдэниелс выступил с Aerosmith, исполнив песню «Walk This Way» для их вызова на бис на фестивале Hard Rock Calling в Лондоне. Симмонс присоединился к туру Кид Рока Rock N Roll Revival Tour в 2008 году, исполнив такие песни, как «It’s Like That», «It’s Tricky», «You Be Illin'», «Run’s House», «Here We Go», «King of Rock» и «Walk This Way» с Кидом Роком. Они также исполнили кавер-версию песни «For What It’s Worth» в конце шоу. В 2007 году жена Майзелла, Терри, Симмонс и Макдэниелс, также запустили церемонию награждений J.A.M. Awards в память о Джее. В октябре 2008 года некогда протеже Майзелла, 50 Cent, объявил о планах спродюсировать документальный фильм о своём погибшем наставнике. В 2008 году группа Run-D.M.C. была номинирована на вступление в 2009 году в Зал славы рок-н-ролла.
3 апреля 2009 года группа Run-D.M.C. была включена в Зал славы рок-н-ролла. Таким образом группа стала второй рэп-группой, включённой в Зал славы после группы Grandmaster Flash & The Furious Five, включённой в 2007 году. Группа воссоединилась на фестивале Jay-Z «Made In America Festival» в сентябре 2012 года. Затем Симмонс и Макдэниелс снова воссоединились для фестиваля Fun Fun Fun Fest в городе Остин (Техас) в ноябре 2012 года, и снова в июне 2013 года и августе 2014 года для летних концертов в Атланте, Джорджия.
После успеха байопика Notorious в 2009 году было объявлено, что в работе находится байопик о группе Run-D.M.C. со сценарием от сценариста фильма Notorious, Cheo Hodari Coker. По слухам, в фильме рассказывается о жизни и истории группы, начиная с её основания в Холлисе и заканчивая убийством Джем Мастер Джея в 2002 году. Однако проект ещё не запущен в производство.
30 августа 2009 года угол улицы Нью-Йорка был переименован в память о Джем Мастер Джее и группе Run-D.M.C. Городской совет Нью-Йорка одобрил новое название «RUN DMC JMJ WAY» для угла 205-й улицы и Холлис-авеню (205th Street and Hollis Avenue). А рядом находится стена с граффити, на которой изображён Jam Master Jay и надпись «The Best DJ in the US Of A».

## Достижения

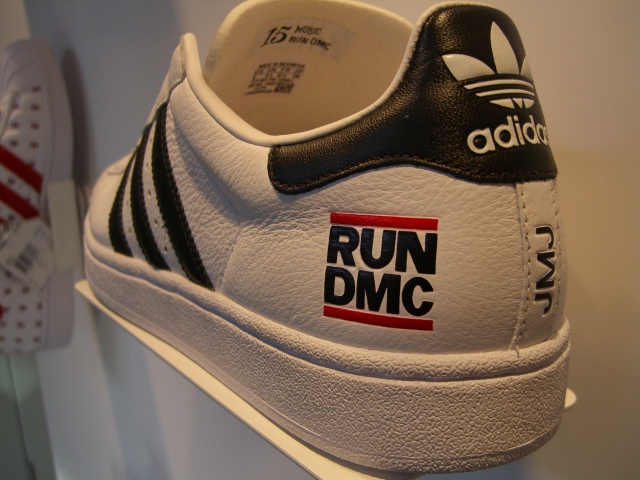
Кроссовки Adidas с символикой Run-D.M.C.

В 2016 году группа Run-D.M.C. получила премию «Грэмми» «За жизненные достижения». Журнал Rolling Stone ознаменовал это событие выпуском статьи и специального видео, в котором были перечислены все достижения группы.
- 1984: Первая рэп-группа, видео которой, «Rock Box», показали на MTV[41][42].
- 1984: Первая рэп-группа, чей дебютный альбом, Run-D.M.C., стал «золотым» по продажам в США[43][44][45].
- 1985: Первая рэп-группа, выпустившая альбом, King Of Rock, на компакт-диске[46].
- 1986: Первая рэп-группа, чей третий альбом, Raising Hell, стал «платиновым» по продажам в США[47][48][49].
- 1986: Первая рэп-группа, чей сингл, «Walk This Way», попал в чарт журнала Billboard Top 10 Of The Billboard Hot 100 6 сентября 1986 года[50].
- 1986: Первые рэперы, заключившие многомиллионную сделку с компанией Adidas в 1986 году[51].
- 1986: Первая рэп-группа, попавшая на обложку журнала Rolling Stone 4 декабря 1986 года[52].
- 1987: Первая рэп-группа, номинированная на премию «Грэмми» в номинации «Best R&B Vocal Performance by a Duo or Group за альбом» Raising Hell[53].
- 1987: Первая рэп-группа, номинированная на премию American Music Awards (в 5 номинациях)[54].
- 1988: Участники группы Run-D.M.C. были ведущими самого первого эпизода передачи Yo! MTV Raps, вышедшего 6 августа 1988 года[55].
- 2016: Первая рэп-группа, получившая премию «Грэмми» «За жизненные достижения»[56].

## Дискография
| Год  | Альбом               | Детали альбома                                                                                             | В чартах      | В чартах                           | Сертификация  |
| Год  | Альбом               | Детали альбома                                                                                             | Billboard 200 | Top R&B/Hip-Hop Albums (Billboard) | RIAA          |
| ---- | -------------------- | --- | ------------- | ---------------------------------- | ------------- |
| 1984 | Run-D.M.C.           | - Выпущен: 27 марта 1984 года - Лейбл: Profile Records - Формат: cassette, digital download, LP, CD (1985) | 53            | 14                                 | Золотой       |
| 1985 | King of Rock         | - Выпущен: 21 января 1985 года - Лейбл: Profile Records - Формат: cassette, digital download, LP, CD       | 52            | 12                                 | Платиновый    |
| 1986 | Raising Hell         | - Выпущен: 15 мая 1986 года - Лейбл: Profile Records - Формат: cassette, digital download, LP, CD          | 3             | 1                                  | 3x Платиновый |
| 1988 | Tougher Than Leather | - Выпущен: 17 мая 1988 года - Лейбл: Profile Records - Формат: cassette, digital download, LP, CD          | 9             | 2                                  | Платиновый    |
| 1990 | Back from Hell       | - Выпущен: 16 октября 1990 года - Лейбл: Profile Records - Формат: cassette, digital download, LP, CD      | 81            | 16                                 | 300,000       |
| 1993 | Down with the King   | - Выпущен: 4 мая 1993 года - Лейбл: Profile Records - Формат: cassette, digital download, LP, CD           | 7             | 1                                  | Золотой       |
| 2001 | Crown Royal          | - Выпущен: 3 апреля 2001 года - Лейбл: Arista Records - Формат: cassette, digital download, LP, CD         | 37            | 22                                 | 500,000       |

### Синглы
| Год  | Сингл                                          | Высшие позиции в чартах журнала Billboard | Высшие позиции в чартах журнала Billboard | Высшие позиции в чартах журнала Billboard | Высшие позиции в чартах журнала Billboard | Альбом               |
| Год  | Сингл                                          | Billboard Hot 100                         | Hot R&B/Hip-Hop Songs                     | Hot Rap Songs                             | Hot Dance Club Songs                      | Альбом               |
| ---- | ---------------------------------------------- | ----------------------------------------- | ----------------------------------------- | ----------------------------------------- | ----------------------------------------- | -------------------- |
| 1983 | «It’s Like That»                               | —                                         | 15                                        | —                                         | —                                         | Run-D.M.C.           |
| 1984 | «Hard Times» / «Jam Master Jay»                | —                                         | 11                                        | —                                         | 65                                        | Run-D.M.C.           |
| 1984 | «Rock Box»                                     | —                                         | 22                                        | —                                         | 26                                        | Run-D.M.C.           |
| 1984 | «30 Days»                                      | —                                         | 16                                        | —                                         | —                                         | Run-D.M.C.           |
| 1984 | «Hollis Crew»                                  | —                                         | 65                                        | —                                         | —                                         | Run-D.M.C.           |
| 1985 | «King Of Rock»                                 | —                                         | 14                                        | —                                         | 40                                        | King of Rock         |
| 1985 | «You Talk Too Much»                            | —                                         | 19                                        | —                                         | 30                                        | King of Rock         |
| 1985 | «Jam-Master Jammin’»                           | —                                         | 53                                        | —                                         | —                                         | King of Rock         |
| 1986 | «Can You Rock It Like This»                    | —                                         | 19                                        | —                                         | —                                         | King of Rock         |
| 1986 | «My Adidas»                                    | —                                         | 5                                         | 33                                        | —                                         | Raising Hell         |
| 1986 | «Walk This Way»                                | 4                                         | 8                                         | —                                         | 6                                         | Raising Hell         |
| 1986 | «You Be Illin’»                                | 29                                        | 12                                        | —                                         | 44                                        | Raising Hell         |
| 1987 | «It’s Tricky»                                  | 57                                        | 21                                        | —                                         | 30                                        | Raising Hell         |
| 1988 | «Run’s House»                                  | —                                         | 10                                        | —                                         | 40                                        | Tougher Than Leather |
| 1988 | «Mary, Mary»                                   | 75                                        | 29                                        | —                                         | 18                                        | Tougher Than Leather |
| 1988 | «I’m Not Going Out Like That»                  | —                                         | 40                                        | —                                         | —                                         | Tougher Than Leather |
| 1989 | «Pause»                                        | —                                         | 51                                        | 11                                        | —                                         | Back from Hell       |
| 1991 | «What’s It All About»                          | —                                         | 24                                        | 4                                         | —                                         | Back from Hell       |
| 1991 | «Faces»                                        | —                                         | 57                                        | 13                                        | —                                         | Back from Hell       |
| 1993 | «Down with the King»                           | 21                                        | 9                                         | 1                                         | —                                         | Down with the King   |
| 1993 | «Ooh, Whatcha Gonna Do»                        | —                                         | 78                                        | 21                                        | —                                         | Down with the King   |
| 1997 | «It’s Like That» (Run-D.M.C. VS. Jason Nevins) | —                                         | —                                         | 45                                        | 14                                        |                      |
| 2000 | «Christmas In Hollis»                          | —                                         | 78                                        | —                                         | —                                         |                      |

### Саундтреки
| Саундтреки | Саундтреки                                                                                    | Саундтреки                                                                                      | Саундтреки            |
| Год        | Название                                                                                      | Песня                                                                                           | Дата премьеры         |
| ---------- | --------------------------------------------------------------------------------------------- | ----------------------------------------------------------------------------------------------- | --------------------- |
| 1985       | Отчаянно ищу Сьюзен                                                                           | «Sucker MC’s»                                                                                   | 12 апреля 1985 года   |
| 1985       | Краш Грув                                                                                     | «King Of Rock», «It’s Like That», «You’re Blind», «Can You Rock It Like This», «Krush Groovin’» | 25 октября 1985 года  |
| 1986       | Полиция Майами: Отдел нравов (телешоу), эпизод «Walk-Alone»                                   | «Walk This Way»                                                                                 | 17 октября 1986 года  |
| 1987       | Пропащие ребята                                                                               | «Walk This Way»                                                                                 | 31 июля 1987 года     |
| 1987       | China Girl                                                                                    | «Walk This Way»                                                                                 | 25 сентября 1987 года |
| 1987       | Меньше нуля                                                                                   | «Christmas In Hollis»                                                                           | 6 ноября 1987 года    |
| 1988       | Крепкий орешек                                                                                | «Christmas In Hollis»                                                                           | 20 июля 1988 года     |
| 1988       | Перекрёсток Делэнси                                                                           | «It’s Like That»                                                                                | 16 сентября 1988 года |
| 1989       | Охотники за привидениями 2                                                                    | «Ghostbusters»                                                                                  | 16 июня 1989 года     |
| 1991       | Ребята по соседству                                                                           | «Sucker M.C.’s»                                                                                 | 12 июля 1991 года     |
| 1992       | Закон неизбежности                                                                            | «Christmas in Hollis»                                                                           | 21 марта 1992 года    |
| 1993       | СиБи 4: Четвертый подряд                                                                      | «King of Rock»                                                                                  | 12 марта 1993 года    |
| 1993       | Бивис и Баттхед, эпизод «Incognito»                                                           | «Down With The King»                                                                            | 9 сентября 1993 года  |
| 1993       | Ночь страшного суда                                                                           | «Me, Myself & My Microphone»                                                                    | 15 октября 1993 года  |
| 1993       | Бивис и Баттхед, эпизод «A Very Special Christmas with Beavis and Butt-Head»                  | «Xmas in Hollis»                                                                                | 17 декабря 1993 года  |
| 1995       | Party Girl                                                                                    | «Peter Piper»                                                                                   | 9 июня 1995 года      |
| 1997       | В погоне за Эми                                                                               | «Run’s House»                                                                                   | 18 апреля 1997 года   |
| 1998       | Half Baked                                                                                    | «You Be Illin’»                                                                                 | 16 января 1998 года   |
| 1998       | Не могу дождаться                                                                             | «It’s Tricky»                                                                                   | 12 июня 1998 года     |
| 1999       | Догма                                                                                         | «It’s Like That»                                                                                | 21 мая 1999 года      |
| 1999       | Skate and Destroy (видео игра)                                                                | «King of Rock»                                                                                  | 31 октября 1999 года  |
| 2000       | WrestleMania 2000                                                                             | «The Kings»                                                                                     | 2 апреля 2000 года    |
| 2000       | Ready to Rumble                                                                               | «King Of Rock»                                                                                  | 7 апреля 2000 года    |
| 2000       | Дорожное приключение                                                                          | «It’s Tricky»                                                                                   | 11 мая 2000 года      |
| 2001       | Scratch                                                                                       | «Sucker MC’s (Krush Groove 1)»                                                                  | 21 января 2001 года   |
| 2001       | Джей и молчаливый Боб наносят ответный удар                                                   | «Tougher Than Leather»                                                                          | 22 августа 2001 года  |
| 2001       | SSX Tricky (видео игра)                                                                       | «It’s Tricky»                                                                                   | 6 ноября 2001 года    |
| 2001       | Неопределившиеся, эпизод «Eric Visits Again»                                                  | «It’s Tricky»                                                                                   | 20 ноября 2001 года   |
| 2001       | Формула 51                                                                                    | «Take the Money and Run»                                                                        | 7 декабря 2001 года   |
| 2002       | Grand Theft Auto: Vice City (видео игра)                                                      | «Rock Box»                                                                                      | 29 октября 2002 года  |
| 2002       | Tony Hawk's Pro Skater 4 (видео игра)                                                         | «My Adidas»                                                                                     | 22 ноября 2002 года   |
| 2002       | Цыпочка                                                                                       | «It’s Tricky»                                                                                   | 2 декабря 2002 года   |
| 2003       | Разыскиваются в Малибу                                                                        | «It’s Tricky»                                                                                   | 10 апреля 2003 года   |
| 2003       | Двойной форсаж                                                                                | «Peter Piper»                                                                                   | 3 июня 2003 года      |
| 2003       | Amplitude (видео игра)                                                                        | «King Of Rock»                                                                                  | 24 марта 2003 года    |
| 2004       | My Baby’s Daddy                                                                               | «Peter Piper»                                                                                   | 9 января 2004 года    |
| 2004       | Детектив Раш (телесериал), эпизод «The Lost Soul of Herman Lester»                            | «Walk this Way»                                                                                 | 14 марта 2004 года    |
| 2004       | Белые цыпочки                                                                                 | «It’s Tricky»                                                                                   | 23 июня 2004 года     |
| 2004       | В лучах славы                                                                                 | «It’s Tricky»                                                                                   | 8 октября 2004 года   |
| 2005       | Бешеные скачки                                                                                | «Walk This Way»                                                                                 | 6 января 2005 года    |
| 2005       | Всё или ничего                                                                                | «Oh»                                                                                            | 27 мая 2005 года      |
| 2005       | AMV Hell 3: The Motion Picture                                                                | «Walk This Way»                                                                                 | 23 сентября 2005 года |
| 2005       | Все ненавидят Криса (телесериал), эпизод «Everybody Hates the Pilot»                          | «It’s Like That»                                                                                | 22 сентября 2005 года |
| 2005       | Все ненавидят Криса (телесериал), эпизод «Everybody Hates Food Stamps»                        | «It’s Like That»                                                                                | 17 ноября 2005 года   |
| 2005       | Офис (телесериал), эпизод «Christmas Party»                                                   | «Christmas in Hollis»                                                                           | 6 декабря 2005 года   |
| 2005       | Banned in the UK (телесериал), эпизод «1995-1999»                                             | «It’s Like That»                                                                                | 2005 год              |
| 2006       | Все ненавидят Криса (телесериал), эпизод «Everybody Hates Corleone»                           | «Hard Times»                                                                                    | 13 апреля 2006 года   |
| 2006       | Scarface: The World Is Yours (видео игра)                                                     | «It’s Like That», «Sucker MC’s»                                                                 | 10 октября 2006 года  |
| 2006       | Grand Theft Auto: Vice City Stories (видео игра)                                              | «It’s Like That»                                                                                | 31 октября 2006 года  |
| 2006       | Все ненавидят Криса (телесериал), эпизод «Everybody Hates Kris»                               | «Christmas in Hollis»                                                                           | 11 декабря 2006 года  |
| 2007       | Холм одного дерева (телесериал), эпизод «Resolve»                                             | «It’s Tricky»                                                                                   | 24 января 2007 года   |
| 2007       | Illegal Tender                                                                                | «It’s Like That»                                                                                | 24 августа 2007 года  |
| 2007       | SingStar ’80s (видео игра)                                                                    | «It’s Tricky»                                                                                   | 18 сентября 2007 года |
| 2007       | Чак (телесериал), эпизод «Chuck Versus the Crown Vic»                                         | «Christmas in Hollis»                                                                           | 3 декабря 2007 года   |
| 2008       | So You Think You Can Dance Australia (телесериал), эпизод «Top 20 Results»                    | «It’s Like That»                                                                                | 18 февраля 2008 года  |
| 2008       | Все ненавидят Криса (телесериал), эпизод «Everybody Hates the BFD»                            | «You Be Illin’», «Peter Piper»                                                                  | 6 апреля 2006 года    |
| 2008       | Секс в большом городе                                                                         | «Walk This Way»                                                                                 | 12 мая 2008 года      |
| 2008       | Saints Row 2 (видео игра)                                                                     | «Sucker MC’s»                                                                                   | 14 октября 2008 года  |
| 2009       | Все ненавидят Криса (телесериал), эпизод «Everybody Hates Boxing»                             | «Tougher Than Leather»                                                                          | 6 февраля 2009 года   |
| 2009       | Форсаж 4                                                                                      | «Raising Hell»                                                                                  | 12 марта 2009 года    |
| 2009       | Nitro Circus (телесериал), эпизод «The Circus Heads West»                                     | «It’s Tricky»                                                                                   | 15 марта 2009 года    |
| 2009       | Все ненавидят Криса (телесериал), эпизод «Everybody Hates Bomb Threats»                       | «You Talk Too Much»                                                                             | 1 мая 2009 года       |
| 2010       | Двойной КОПец                                                                                 | «King of Rock»                                                                                  | 25 февраля 2010 года  |
| 2010       | Охотник за головами                                                                           | «It’s Tricky»                                                                                   | 11 марта 2010 года    |
| 2011       | Смурфики                                                                                      | «Walk This Way»                                                                                 | 24 июля 2011 года     |
| 2011       | So You Think You Can Dance Canada (телесериал), эпизод «Top 14 Results»                       | «It’s Like That»                                                                                | 9 августа 2011 года   |
| 2011       | Showboaters (телесериал), эпизод «Episode #1.7»                                               | «It’s Like That (Jason Nevins Remix)»                                                           | 30 октября 2011 года  |
| 2011       | Такие разные близнецы                                                                         | «It’s Tricky»                                                                                   | 11 ноября 2011 года   |
| 2012       | Счастливый конец (телесериал), эпизод «Party of Six»                                          | «King Of Rock»                                                                                  | 14 марта 2012 года    |
| 2012       | ESPN First Take (телесериал), эпизод «Party of Six»                                           | «It’s Tricky»                                                                                   | 19 апреля 2012 года   |
| 2012       | One Hit Wonderland (телесериал), эпизод «Baby Got Back»                                       | «Walk This Way»                                                                                 | 29 апреля 2012 года   |
| 2012       | The We and the I                                                                              | «It’s Like That»                                                                                | 17 мая 2012 года      |
| 2012       | Соседи (телесериал), эпизод «Merry Crap-mas»                                                  | «Christmas In Hollis»                                                                           | 5 декабря 2012 года   |
| 2013       | The '80s: The Decade That Made Us (телесериал), эпизод «Lift Off»                             | «Hollis Crew (Krush-Groove 2)», «Walk This Way»                                                 | 14 апреля 2013 года   |
| 2013       | Celebrity Splash! Australia (телесериал), эпизод «Heat 1»                                     | «Walk This Way»                                                                                 | 29 апреля 2013 года   |
| 2013       | Турбо (мультфильм)                                                                            | «It’s Tricky»                                                                                   | 10 июля 2013 года     |
| 2013       | Голдберги (телесериал), эпизод «Call Me When You Get There»                                   | «It’s Tricky»                                                                                   | 5 ноября 2013 года    |
| 2013       | Бруклин 9-9 (телесериал), эпизод «Christmas»                                                  | «Christmas in Hollis»                                                                           | 3 декабря 2013 года   |
| 2013       | Mike and Mike in the Morning (телесериал)                                                     | «Christmas in Hollis»                                                                           | 19 декабря 2013 года  |
| 2014       | Born to Be Wild: The Golden Age of American Rock (телесериал), эпизод «Welcome to the Jungle» | «King of Rock», «Walk This Way»                                                                 | 24 января 2014 года   |
| 2014       | Iverson (документальный фильм)                                                                | «It’s Like That»                                                                                | 27 апреля 2014 года   |
| 2014       | 1987                                                                                          | «It’s Like That»                                                                                | 4 августа 2014 года   |
| 2014       | Рэй Донован (телесериал), эпизод «Walk This Way»                                              | «Walk This Way»                                                                                 | 24 августа 2014 года  |
| 2014       | Мистер Динамит: Восхождение Джеймса Брауна (док. фильм)                                       | «Run’s House»                                                                                   | 27 апреля 2014 года   |
| 2014       | Rude Tube (телесериал), эпизод «World Wide Weird»                                             | «Walk This Way»                                                                                 | 16 декабря 2014 года  |
| 2015       | Fresh Dressed (документальный фильм)                                                          | «Walk This Way»                                                                                 | 24 января 2015 года   |
| 2015       | Проект Минди (телесериал), эпизод «No More Mr. Noishe Guy»                                    | «It’s Tricky»                                                                                   | 3 февраля 2015 года   |
| 2015       | The Official Top 50 Best-Selling Singles of the 90s and 00s (телешоу)                         | «It’s Like That»                                                                                | 19 февраля 2015 года  |
| 2015       | Три воспоминания моей юности                                                                  | «Mary, Mary»                                                                                    | 15 мая 2015 года      |
| 2015       | Lip Sync Battle (телесериал), эпизод «Mike Tyson vs. Terry Crews»                             | «Sucker MC’s»                                                                                   | 23 апреля 2015 года   |
| 2015       | Lip Sync Battle (телесериал), эпизод «Salt vs. Pepa»                                          | «It’s Tricky»                                                                                   | 21 мая 2015 года      |
| 2015       | The Tonight Show Starring Jimmy Fallon (телесериал), эпизод «Lena Dunham/Colin Quinn»         | «Run’s House»                                                                                   | 12 июня 2015 года     |
| 2015       | Голос улиц                                                                                    | «Jam-Master Jay»                                                                                | 11 августа 2015 года  |
| 2015       | Sounds of the 80s (телесериал), эпизод «2015 Christmas Special with Kim Wilde»                | «Christmas in Hollis»                                                                           | 12 декабря 2015 года  |
| 2015       | Dolezal Backstage (телесериал), эпизод «Das Weihnachts-Special»                               | «Christmas in Hollis»                                                                           | 17 декабря 2015 года  |
| 2015       | Mike and Mike in the Morning (телесериал)                                                     | «Christmas in Hollis»                                                                           | 23 декабря 2013 года  |
| 2015       | Mike and Mike in the Morning (телесериал)                                                     | «Christmas in Hollis»                                                                           | 24 декабря 2013 года  |
| 2016       | В активном поиске                                                                             | «Christmas in Hollis»                                                                           | 8 января 2016 года    |
| 2016       | Britain’s Got More Talent (телесериал), эпизод #10.13 «Das Weihnachts-Special»                | «It’s Like That»                                                                                | 28 мая 2016 года      |
| 2016       | Go for It (телесериал), эпизод #1.2                                                           | «It’s Like That»                                                                                | 3 сентября 2016 года  |
| 2016       | Forza Horizon 3 (видео игра)                                                                  | «It’s Like That»                                                                                | 23 сентября 2016 года |
| 2016       | Minha Mãe é uma Peça 2: O Filme (видео игра)                                                  | «It’s Like That»                                                                                | 6 декабря 2016 года   |
| 2016       | Смертельное оружие (телесериал), эпизод «Jingle Bell Glock»                                   | «Christmas In Hollis»                                                                           | 7 декабря 2016 года   |
| 2017       | На игле 2                                                                                     | «It’s Like That»                                                                                | 22 января 2017 года   |
| 2017       | Daphne                                                                                        | «It’s Tricky»                                                                                   | 29 января 2017 года   |
| 2017       | The Quad (телесериал), эпизод «#TheCagedBirdSings»                                            | «Christmas In Hollis»                                                                           | 29 марта 2017 года    |
| 2017       | Здравствуй, папа, Новый год! 2                                                                | «Christmas In Hollis»                                                                           | 8 ноября 2017 года    |
| 2017       | The 25 Songs of Christmas (телефильм)                                                         | «Christmas In Hollis»                                                                           | 1 декабря 2017 года   |
| 2017       | Tattoo Fixers (телесериал), эпизод «#Tattoo Fixers at Christmas»                              | «Christmas In Hollis»                                                                           | 19 декабря 2017 года  |
| 2017       | Cannonball (телесериал), эпизод «Christmas Cannonball»                                        | «Christmas In Hollis»                                                                           | 24 декабря 2017 года  |
| 2018       | Блеск (телесериал), эпизод «Candy of the Year»                                                | «It’s Like That»                                                                                | 29 июня 2018 года     |
| 2018       | Поза (телесериал), эпизод «Mother’s Day»                                                      | «It’s Tricky»                                                                                   | 1 июля 2018 года      |
| 2018       | Wedding Day Winners (телесериал), эпизод #1.4                                                 | «It’s Tricky»                                                                                   | 21 июля 2018 года     |
| 2018       | Белый парень Рик                                                                              | «Peter Piper»                                                                                   | 31 августа 2018 года  |
| 2018       | Гринч                                                                                         | «Christmas Is», «Christmas in Hollis»                                                           | 8 ноября 2018 года    |
| 2018       | Человек-паук: Через вселенные                                                                 | «Mary Mary»                                                                                     | 6 декабря 2018 года   |
| 2018       | Final Score (телесериал), эпизод #18.17                                                       | «Christmas in Hollis»                                                                           | 22 декабря 2018 года  |
| 2019       | Deadly Class (телесериал), эпизод «Noise, Noise, Noise»                                       | «Peter Piper»                                                                                   | 23 января 2019 года   |

## Фильмография

### Художественные фильмы
- 1985 — Краш Грув (25 октября 1985 года)
- 1988 — Tougher Than Leather (16 сентября 1987 года)
- 1993 — Кто этот тип? (23 апреля 1993 года)
- 1995 — The Show (25 августа 1995 года)

### Документальные фильмы
- 1985 — Sun City: Artists United Against Apartheid (7 декабря 1985 года)
- 1986 — Rock Around the Dock (UK TV Movie) (29 августа 1986 года)
- 1986 — Big Fun In The Big Town (30 ноября 1986 года)
- 1998 — RUN DMC - Kings Of Rap (MTV’s «Old School Day») (22 февраля 1998 года)
- 1998 — Breaking Out: The Alcatraz Concert (5 июля 1998 года)
- 1999 — Contents Under Pressure (4 февраля 1999 года)
- 2002 — Through the Years of Hip Hop, Vol. 1: Graffiti (5 марта 2002 года)
- 2002 — Run-D.M.C. and Jam Master Jay: The Last Interview (ноябрь 2002 года)
- 2002 — 5 Sides of a Coin (20 августа 2003 года)
- 2005 — Just for Kicks (23 апреля 2005 года)
- 2007 — Impact: Songs That Changed the World, «Run DMC and Aerosmith: Walk This Way» (25 сентября 2007 года)
- 2008 — N.W.A.: The World’s Most Dangerous Group (3 октября 2008 года)
- 2012 — Something from Nothing: The Art of Rap (21 января 2012 года)
- 2013 — Jamaica House
- 2015 — Run-D.M.C. and Jam Master Jay: RockWalk Induction (22 января 2015 года)

### Телевидение
| Телевидение | Телевидение                                                              | Телевидение           | Телевидение |
| Год         | Название                                                                 | Дата выхода в эфир    |             |
| ----------- | ------------------------------------------------------------------------ | --------------------- | ----------- |
| 1984        | Soul Train (телесериал), эпизод «Dazz Band/Run-D.M.C.»                   | 16 июня 1984 года     |             |
| 1984        | Graffiti Rock (телесериал)                                               | 29 июня 1984 года     |             |
| 1985        | Bandstand (телесериал), эпизод #28.49                                    | 24 августа 1985 года  |             |
| 1985        | Lou Rawls Parade of Stars (телесериал)                                   | 28 декабря 1985 года  |             |
| 1986        | Nightlife (телесериал), эпизод #1.19                                     | 2 октября 1986 года   |             |
| 1986        | Saturday Night Live (телесериал), эпизод «Malcolm-Jamal Warner/Run-DMC»  | 18 октября 1986 года  |             |
| 1986        | The Late Show (телесериал), эпизод #1.18                                 | 20 октября 1986 года  |             |
| 1987        | The 14th Annual American Music Awards (телешоу)                          | 27 января 1987 года   |             |
| 1987        | Top of the Pops (телесериал)                                             | 11 июня 1987 года     |             |
| 1987        | Open Space (телесериал), эпизод «Bad Meaning Good»                       | 5 августа 1987 года   |             |
| 1987        | Церемония MTV Video Music Awards 1987 (телешоу)                          | 11 сентября 1987 года |             |
| 1987        | 29-я церемония «Грэмми» (телешоу)                                        | 24 февраля 1987 года  |             |
| 1989        | 227 (телесериал), эпизод «The Class of ’89»                              | 18 марта 1989 года    |             |
| 1989        | The 3rd Annual Soul Train Music Awards (телешоу)                         | 12 апреля 1989 года   |             |
| 1989        | House of Style (телесериал), эпизод «Fall ’89»                           | 26 августа 1989 года  |             |
| 1991        | Rock in Rio (телесериал), эпизод #2.4                                    | 22 января 1991 года   |             |
| 1991        | Rapido (телесериал)                                                      | 30 января 1991 года   |             |
| 1991        | The 5th Annual Soul Train Music Awards (телешоу)                         | 12 марта 1991 года    |             |
| 1991        | Late Night with David Letterman (телесериал)                             | 14 ноября 1991 года   |             |
| 1993        | The Arsenio Hall Show (телесериал)                                       | 21 мая 1993 года      |             |
| 1995        | MTV Urban Aid 4 Lifebeat (телефильм)                                     | 7 октября 1995 года   |             |
| 1996        | Hip Hop Hall of Fame Awards (телешоу)                                    | 10 сентября 1996 года |             |
| 1997        | Viva Variety (телесериал), эпизод #1.13                                  | 24 июня 1997 года     |             |
| 1999        | Motown Live (телесериал), эпизод «Seal/Chaka Khan/The Commodores/Jon B.» | 3 июля 1999 года      |             |
| 2000        | Fuji Rock Festival 2000 (телешоу)                                        | 10 сентября 2000 года |             |
| 2001        | VH1 Presents the 80’s (телесериал), эпизод «Hip Hop/R&B»                 | 2001 год              |             |
| 2002        | I Love the ’80s (телесериал), эпизод «1986»                              | 19 декабря 2002 года  |             |
| 2003        | 2003 MTV Video Music Awards (телешоу)                                    | 28 августа 2003 года  |             |
| 2006        | Long Island Music Hall of Fame’s 1st Induction Awards Gala (телешоу)     | 2006 год              |             |
| 2009        | Welcome to the 80’s (телесериал), эпизод «Rap, Breakdance und Graffiti»  | 18 августа 2009 года  |             |
| 2010        | Родители (телесериал), эпизод «Perchance to Dream»                       | 27 апреля 2010 года   |             |
| 2010        | 20 to 1 (телесериал), эпизод «Greatest Sports Movies of All Time»        | 16 июня 2010 года     |             |
| 2011        | 20 to 1 (телесериал), эпизод «Hollywood Twists»                          | 12 апреля 2011 года   |             |
| 2017        | Isle of Wight Festival 2017 (телефильм)                                  | 2017 год              |             |
| 2018        | The '80s Greatest (телесериал), эпизод «The Culture Clash»               | 20 августа 2018 года  |             |

### Видеоклипы
| - 1984 — «Rock Box» - 1985 — «King of Rock» - 1985 — «You Talk Too Much» - 1986 — «It’s Tricky» - 1986 — «Walk This Way» - 1987 — «Christmas in Hollis» - 1988 — «Run’s House» - 1988 — «Mary, Mary» - 1988 — «Beats to the Rhyme» - 1990 — «Pause» | - 1990 — «What’s It All About» - 1990 — «Faces» - 1990 — «The Ave.» - 1993 — «Down with the King» - 1993 — «Ooh, Whatcha Gonna Do» - 1998 — «It’s Tricky» (Run-D.M.C. vs. Jason Nevins) - 1998 — «It’s Like That» (Run-D.M.C. vs. Jason Nevins) - 2001 — «Let’s Stay Together (Together Forever)» - 2001 — «Rock Show» |

### Сборники видеоклипов
- 1987 — Run-DMC - The Video (UK, Channel 5)
- 2000 — Together Forever — Greatest Hits 1983—2000 (Arista Records)
- 2004 — Run DMC — Artist Collection (BMG , Arista Records)
- 2007 — Run DMC — Live At Montreux 2001 (Eagle Eye Media)

### Участие в видеоклипах
- 1985 — «Sun City» (Artists United Against Apartheid) (ноябрь 1985 года)
- 1986 — «King Holiday» (King Dream Chorus and Holiday Crew) (20 января 1986 года)
- 1997 — «Get with the Wickedness» (Lady of Rage feat. Run-D.M.C.)